# Eliza Hoxha
Eliza Hoxha (ur. 5 marca 1974 w Mitrowicy) – kosowska piosenkarka.

## Życiorys
Ukończyła studia w Belgii w 1994 roku.
Od 2000 roku występuje na festiwalach muzycznych. W 2003 roku rozpoczęła pracę na Wydziiale Budownictwa i Architektury Uniwersytetu w Prisztinie. W tym roku wzięła również udział w festiwalu muzycznym VFM z piosenkami Ti po shkon i Ende.
W grudniu 2004 wzięła udział w festiwalu Zhurma Show z piosenką Behu me trim.
W latach 2007–2009 pracowała na Wydziale Architektury Państwowego Uniwersytetu w Tetowie.
W latach 2008, 2009, 2012 i 2016 brała udział w festiwalu muzycznym Kënga Magjike.
W 2018 roku wzięła udział w 57. edycji festiwalu Festivali i Këngës z piosenką Peng.

## Albumy[1]
- No. 1 (2000)
- 100% Eliza (2003)